# Калинове (село, Донецький район)
Калино́ве — село Амвросіївської міської громади Донецького району Донецької області, Україна.

## Загальні відомості
Село розташоване на правому березі річки Кринка, на околиці села в неї впадає річка Калинова, вище по течії впадає балка Широка . Відстань до райцентру становить близько 21 км і проходить автошляхом місцевого значення.
Унаслідок російської військової агресії із серпня 2014 р. Калинове перебуває на тимчасово окупованій території.

## Історія
За даними на 1873 рік у селищі Успенської волості Міуського округу Області Війська Донського мешкало 278 осіб, існувало 80 дворових господарства та 4 окремих будинки, у господарствах налічувалось 15 плугів, 91 кінь, 62 пари волів, 251 вівця.
За переписом 1897 року кількість мешканців зросла до 792 осіб (406 чоловічої статі та 386 — жіночої), з яких 778 — православної віри.

## Населення
За даними перепису 2001 року населення села становило 223 особи, з них 0,45 % зазначили рідною мову українську та 99,55 % — російську.